# Райян аль-Муса
Райян аль-Муса (араб. ريان الموسى‎, 24 июля 1994, Мекка) — саудовский футболист, полузащитник, выступающий на правах аренды за клуб «Аль-Раед».

## Клубная карьера
Райян аль-Муса начаинал свою карьеру футболиста в «Аль-Ахли» из Джидды. 3 января 2014 он дебютировал в саудовской Про-лиге, выйдя на замену в середине второго тайма гостевого поединка против «Аль-Орубы». В конце января 2017 года Райян аль-Муса на правах аренды перешёл в «Аль-Раед».

## Достижения
«Аль-Ахли»
- Чемпион Саудовской Аравии (1): 2015/16
- Обладатель Кубка наследного принца Саудовской Аравии (1): 2014/15
- Обладатель Саудовского кубка чемпионов (1): 2016